# رجلية
الفصيلة الرِّجْلِيَّة أو الفصيلة البويبية فصيلة نباتية من طائفة ثنائيات الفلقة، تضمّ حوالي 20 جنساً و 500 نوع، يعيش معظمها في مناطق نصف الكرة الأرضية الجنوبي.